# George Pritchard
Pour les articles homonymes, voir Pritchard.
George Pritchard (né à Birmingham le 1er août 1796 - mort à Hove le 6 mai 1883) était un missionnaire protestant britannique, installé dans le royaume de Tahiti et qui fut le principal conseiller de la reine Pomare IV. Sa politique fut à l'origine de tensions importantes entre le Royaume-Uni et la France à propos de Tahiti.

## Ascension sociale

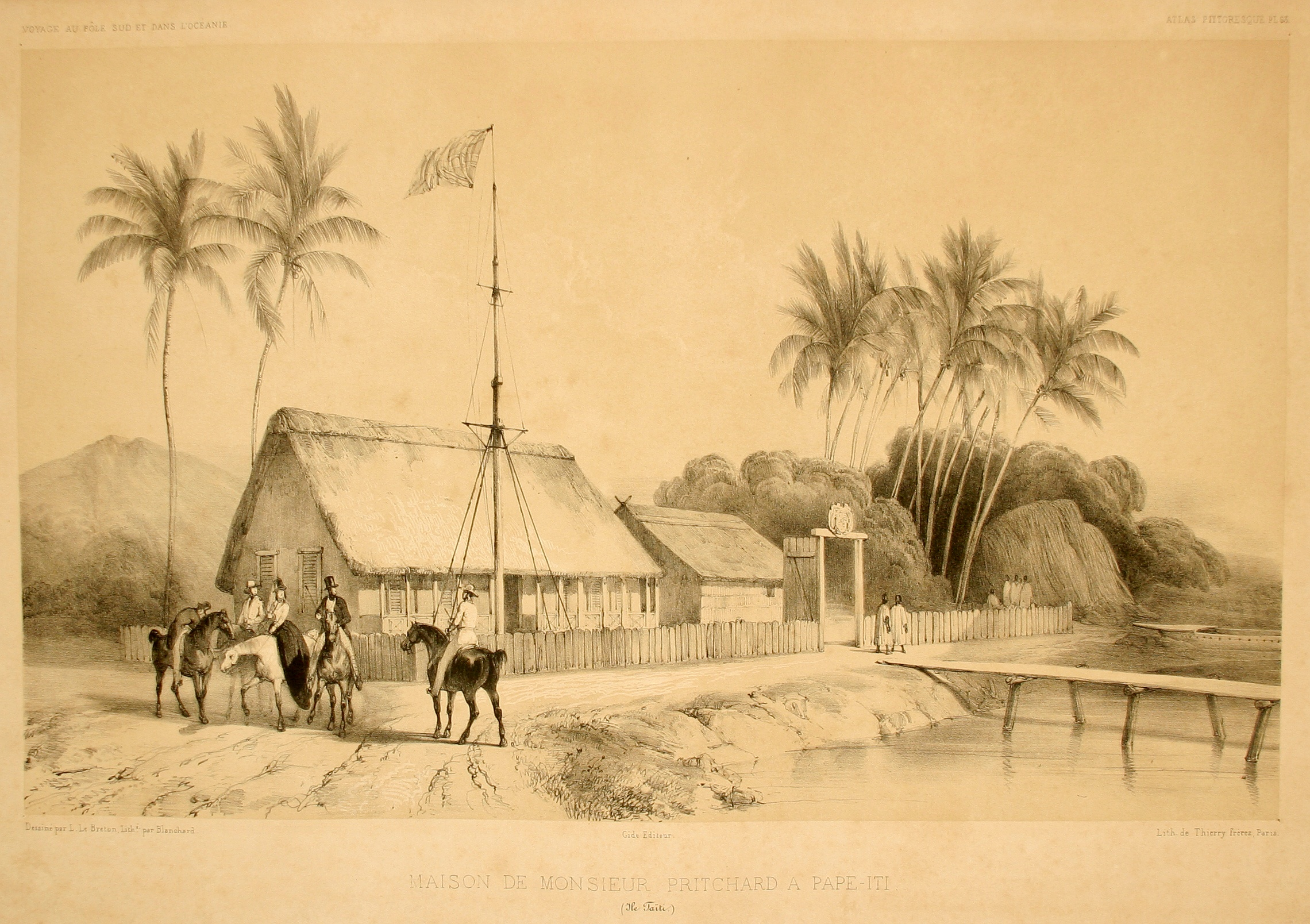
Maison de George Pritchard à Papeete, 1846.

L'itinéraire de George Pritchard est caractéristique de l'ascension sociale que permettait l'engagement missionnaire dans la première moitié du XIXe siècle. Issu d'un milieu modeste au sein d'une famille nombreuse de Birmingham, il s'engagea au sein de la London Missionary Society et devint pasteur en 1824 peu de temps avant d'être envoyé en mission en Polynésie. Il relevait ainsi désormais de la classe moyenne, et même de la upper middle class lorsqu'il devint en 1837 consul du Royaume-Uni à Tahiti. Comme le souligne l'historienne Claire Laux, sans doute son exil lui permit-il bien mieux de « valoriser ses qualités qu'il n'eût probablement pu le faire en demeurant en Grande-Bretagne ».

## L'«Affaire Pritchard»
Pritchard suggéra en 1839 à Lord Palmerston de faire de Tahiti un protectorat britannique, mais celui-ci refusa. Pritchard s'inquiétait de l'arrivée de missionnaires catholiques, Honoré Laval et François Caret de l'ordre des Pères et religieuses des Sacrés-Cœurs de Picpus, susceptibles de remettre en cause la solide implantation méthodiste qui assurait une place de choix au pasteur Pritchard. Son « anti-catholicisme viscéral » l'amena à utiliser son ascendant sur la reine de Tahiti Pomare IV, dont il était devenu le conseiller, pour l'encourager à expulser deux missionnaires catholiques présents sur l'île. Cela fournit l'occasion à la France de prendre le contrôle de l'île. En septembre 1842, profitant de l'absence de Pritchard, l'amiral Dupetit-Thouars établit un protectorat français sur l'île. 

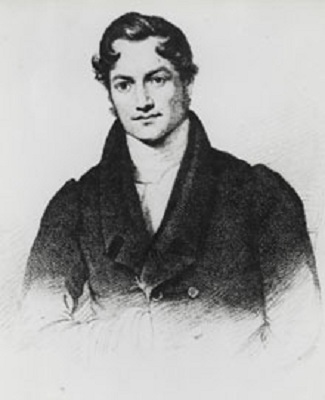
George Pritchard.

En 1843, Pritchard convainquit la reine Pomare IV d’arborer le drapeau tahitien à la place du drapeau du protectorat et la poussa à la révolte. La France décida dès lors d'annexer le territoire (novembre 1843), ce qui entraina l’exil de la reine aux îles Sous le Vent, puis, sous l'influence du commissaire royal Jacques-Antoine Moerenhout, l'expulsion de Pritchard (1844). C'est ainsi que débuta une véritable guerre franco-tahitienne en mars 1844.
La guerre se termina le 17 décembre 1846 à la prise de Fatahua, en faveur des Français. La reine revint d’exil en 1847 et accepta de signer une nouvelle convention qui réduisait considérablement ses pouvoirs au profit de ceux du commissaire. Les Français régnèrent désormais en maîtres sur le royaume de Tahiti. En 1863, ils mirent fin à l’influence britannique en remplaçant les missions protestantes britanniques par la Société des missions évangéliques de Paris.
L'« Affaire Pritchard » entraîna d'importantes tensions entre la France et le Royaume-Uni et amena Londres à exiger de Louis-Philippe Ier des excuses, le retour au statut de protectorat et le versement d'une indemnité au pasteur Pritchard pour la spoliation de ses biens. Les annexions françaises dans le Pacifique s'arrêtent pour quelque temps pour apaiser les Britanniques ; en 1842, la France refuse ainsi d'établir un protectorat à Wallis-et-Futuna.

## Après l'expulsion de Tahiti
En 1845, George Pritchard fut nommé consul britannique aux Samoa. Il démissionna en 1856 et rentra en Angleterre. Sa femme mourut en 1871 et il se remaria peu après. En 1878, il publia Queen Pomare and her Country, ouvrage relatant son expérience tahitienne. Il mourut d'une bronchite le 6 mai 1883 dans son domicile de Hove.
Son fils William (1829-1907) fut également un acteur important de la colonisation du Pacifique.